# Dobrosd
Dobrosd románul: Dobrești, falu Romániában, a Bánságban, Temes megyében.

## Fekvése
Lugostól északra fekvő település.

## Története
Dobrosd nevét 1477-ben említette először oklevél Dobreyncze néven. 1690-1700 között Dobrovezj, 1785-ben Dobrescht, 1808-ban  Dobrest, Dobresti, 1913-ban Dobrost formában írták.
A trianoni békeszerződés előtt Krassó-Szörény vármegye Bégai járásához tartozott.
1910-ben 618 román lakosa volt.

## Nevezetességek
Szent Paraszkivának szentelt 1832-ben épült ortodox fatemploma a romániai műemlékek jegyzékében a TM-II-m-A-06218 sorszámon található.